# ديفيد إم. نيلسون
ديفيد إم. نيلسون (بالإنجليزية: David Moir Nelson)‏ هو لاعب كرة قاعدة وضابط أمريكي، ولد في 19 أبريل 1920 في ديترويت في الولايات المتحدة، وتوفي في 30 نوفمبر 1991 في نيوارك في الولايات المتحدة.

## وصلات خارجية
- ديفيد إم. نيلسون على موقع قاعة ديلاوير للمشاهير الرياضية (الإنجليزية)